# Iveta Grigule
Iveta Grigule-Pēterse (ur. 30 września 1964 w Rydze) – łotewska polityk, samorządowiec i urzędniczka samorządowa, posłanka na Sejm (2010–2014), deputowana do Parlamentu Europejskiego VIII kadencji.

## Życiorys
W 1998 ukończyła studia w Łotewskiej Akademii Kultury, a w 2000 na wydziale ekonomii i zarządzania Uniwersytetu Łotewskiego. Była m.in. dyrektorem w Łotewskiej Agencji Inwestycji i Rozwoju, a także asystentem dyrektora wykonawczego rady miejskiej w Jurmale. W wyborach 2001 i 2005 ubiegała się o mandat w radach: w 2001 w Mārupe (z ramienia Nowej Partii Chrześcijańskiej (JKP) – z powodzeniem), w 2005 zaś w Jurmale (z ramienia LZP – bez powodzenia). W wyborach w 2009 została radną gminy Mārupe, zaś w wyborach w 2010 posłanką na Sejm z ramienia Związku Zielonych i Rolników (ZZS). 2 czerwca 2011 została wykluczona z Łotewskiej Partii Zielonych m.in. za sprzeciw podczas głosowania nad zgodą Sejmu na przeszukanie przez Biuro Przeciwdziałania i Zwalczania Korupcji (KNAB) mieszkania oskarżanego o korupcję polityka LPP/LC Ainārsa Šlesersa. W wyborach w 2011 uzyskała reelekcję do parlamentu.
W wyborach do Parlamentu Europejskiego w 2014 została wpisana na drugie miejsce listy wyborczej ZZS. Jako jedyna przedstawicielka tej koalicji uzyskała mandat poselski. W 2017 wystąpiła ze swojego ugrupowania.